# Vondelparkbuurt
Vondelparkbuurt è un quartiere dello stadsdeel di Amsterdam-West, nella città di Amsterdam.